# Lavern Raab
Lavern Raab es un deportista estadounidense que compitió en judo. Ganó una medalla de oro en el Campeonato Panamericano de Judo de 1956, en la categoría 2.º dan.

## Palmarés internacional
| Campeonato Panamericano | Campeonato Panamericano | Campeonato Panamericano | Campeonato Panamericano |
| Año                     | Lugar                   | Medalla                 | Categoría               |
| ----------------------- | ----------------------- | ----------------------- | ----------------------- |
| 1956                    | La Habana (Cuba)        | Medalla de oro          | 2.º dan                 |